# Бриджтаун (Міссісіпі)
Бриджтаун (англ. Bridgetown) — переписна місцевість (CDP) в США, в окрузі Десото штату Міссісіпі. Населення — 2281 особа (2020).

## Географія
Бриджтаун розташований за координатами 34°53′23″ пн. ш. 89°54′17″ зх. д. / 34.88972° пн. ш. 89.90472° зх. д. (34.889737, -89.904828).  За даними Бюро перепису населення США в 2010 році переписна місцевість мала площу 6,02 км², з яких 5,73 км² — суходіл та 0,29 км² — водойми.

## Демографія
Згідно з переписом 2010 року, у переписній місцевості мешкали 1742 особи в 655 домогосподарствах у складі 538 родин. Густота населення становила 289 осіб/км².  Було 680 помешкань (113/км²).
Расовий склад населення:
| - 96,3 % — білих - 1,7 % — чорних або афроамериканців - 0,5 % — корінних американців - 0,5 % — азіатів |

До двох чи більше рас належало 0,7 %. Частка іспаномовних становила 1,0 % від усіх жителів.
За віковим діапазоном населення розподілялося таким чином: 21,8 % — особи молодші 18 років, 62,0 % — особи у віці 18—64 років, 16,2 % — особи у віці 65 років та старші. Медіана віку мешканця становила 45,8 року. На 100 осіб жіночої статі у переписній місцевості припадало 87,7 чоловіків;  на 100 жінок у віці від 18 років та старших — 93,3 чоловіків також старших 18 років.
Середній дохід на одне домашнє господарство  становив 86 744 долари США (медіана — 70 965), а середній дохід на одну сім'ю — 97 059 доларів (медіана — 76 953). Медіана доходів становила 54 632 долари для чоловіків та 47 338 доларів для жінок. За межею бідності перебувало 9,3 % осіб, у тому числі 32,4 % дітей у віці до 18 років та 11,6 % осіб у віці 65 років та старших.
Цивільне працевлаштоване населення становило 1167 осіб. Основні галузі зайнятості: транспорт — 21,9 %, освіта, охорона здоров'я та соціальна допомога — 17,4 %, фінанси, страхування та нерухомість — 12,1 %, оптова торгівля — 10,7 %.